# Idiodes unilinea
Idiodes unilinea är en fjärilsart som beskrevs av W. Warren 1897. Idiodes unilinea ingår i släktet Idiodes och familjen mätare. Inga underarter finns listade i Catalogue of Life.